# Ivanivka, Ivanîci
Ivanivka (în ucraineană Іванівка) este un sat în comuna Mîșiv din raionul Ivanîci, regiunea Volînia, Ucraina.

## Demografie
Componența lingvistică a localității Ivanivka
     Ucraineană (99,75%)
     Alte limbi (0,25%)
Conform recensământului din 2001, majoritatea populației localității Ivanivka era vorbitoare de ucraineană (99,75%), existând în minoritate și vorbitori de alte limbi.